# Lunga (îles Slate)
Pour les articles homonymes, voir Lunga.
Ne doit pas être confondu avec Lunga (îles Treshnish).
Lunga est une île du Royaume-Uni située en Écosse.